# Ной-Бамберг
Ной-Бамберг (нем. Neu-Bamberg) — община в Германии, в земле Рейнланд-Пфальц. 
Входит в состав района Бад-Кройцнах. Подчиняется управлению Бад Кройцнах.  Население составляет 903 человека (на 31 декабря 2010 года). Занимает площадь 4,56 км².